# 楊集始
楊 集始（よう しゅうし、生年不詳 - 503年）は、中国の南北朝時代の仇池氐の首長。武都王、武興安王。

## 経歴
武都王楊文弘と姜氏のあいだの子として生まれた。集始は北魏の白水郡太守となった。486年、楊後起が死去すると、集始が後を嗣いだ。北魏により征西将軍・武都王とされ、南朝斉により行輔国将軍・北秦州刺史・武都王とされた。まもなく南朝斉により持節・輔国将軍・北秦州刺史・平羌校尉・武都王とされた。
492年、集始は氐・蜀の人々を率いて南朝斉の漢川に進攻した。南朝斉の梁州刺史の陰智伯は軍主の寧朔将軍桓盧奴・梁季群・宋某・王士隆ら1000人あまりを派遣して防戦させたが、斉軍は敗れて白馬に撤退した。集始は1万人あまりの兵を率いて白馬の城柵を火攻めにした。南朝斉の軍主の桓盧奴が死力を尽くして抗戦した。陰智伯はさらに軍主の陰仲昌ら数千人を派遣して救援させた。陰仲昌らが白馬城東の千渓橋に到着し、互いの距離が数里となると、集始らはこれを全軍挙げて力攻めした。集始らは斉軍による挟撃にあって大敗し、集始の十八営は一時のうちに潰走して、数千人が殺されたり捕らえられたりした。集始は北魏との国境に逃げ込んだ。
後に集始は北魏の都の平城で孝文帝の朝見を受け、都督・南秦州刺史・安南大将軍・領護南蛮校尉に任じられ、漢中郡侯・武興王に封じられた。ほどなく集始は武興に帰り、鎮南将軍の号に進み、都督寧湘等五州諸軍事の任を加えられた。
495年、同族の楊馥之が南朝斉の支援を受けて沮水関に駐屯し、白馬の北に築城した。集始は弟の楊集朗を派遣して南朝斉の徐曜甫の軍を黄亘で迎え撃たせたが、大敗を喫した。集始は下弁に逃れ、楊馥之とその弟の楊昌之が一時武興を占拠した。
497年、仇池鎮将の楊霊珍に武興を襲撃されて攻め落とされ、弟の楊集同・楊集衆が殺されて、集始は南朝斉に亡命した。
500年、集始は南朝斉により使持節・都督秦雍二州諸軍事・輔国将軍・平羌校尉・北秦州刺史に任じられた。このころ集始は北魏に降り、以前の爵位を返還され、武興に帰った。501年、集始は楊霊祐・乞伏馬居・支虎・李伯尚ら十数人とともに宣武帝を北邙山の狩猟の機会に暗殺し、咸陽王元禧を擁立しようとする謀議に加わった。しかし集始はこの反乱計画を宣武帝に密告した。
502年、南朝梁が建国されると、集始は使持節・都督秦雍二州諸軍事・輔国将軍・平羌校尉・北秦州刺史に任じられ、武都王に封じられた。503年に集始は死去し、子の楊紹先が後を嗣いだ。集始は北魏により車騎大将軍・開府儀同三司の位を追贈され、諡は安王といった。